# Ludovic Augustin
Ludovic Augustin (n. 1902) a fost un trăgător de tir ce a reprezentat Haiti, medaliat olimpic. A participat la o ediție a Jocurilor Olimpice (1924) în care a câștigat două medalii de bronz.